# جاك هاليت
جاك هاليت (بالإنجليزية: Jack Hallett)‏ هو لاعب كرة قاعدة أمريكي، ولد في 13 نوفمبر 1914 في توليدو في الولايات المتحدة، وتوفي بنفس المكان في 11 يونيو 1982.

## وصلات خارجية
- جاك هاليت على موقع دوري كرة القاعدة الرئيسي (الإنجليزية)
- جاك هاليت على موقعبيزبول رفرنس.كوم (الدوري الرئيسي) (الإنجليزية)
- جاك هاليت على موقعبيزبول رفرنس.كوم (الدوري الثانوي) (الإنجليزية)
- جاك هاليت على موقع مشجعي الرسوم البيانية (الإنجليزية)